# 隋曼龄
隋曼龄，北京工业大学教授。曾任中国物理学会常务理事，入选中华人民共和国教育部2008年度"长江学者"特聘教授，中国科学院自然科学奖二等奖获得者，曾就读于中国科学院金属研究所。